# Extubation
Als Extubation wird in der Medizin die Entfernung eines Beatmungsschlauches (Endotrachealtubus) bezeichnet. Sie erfolgt in der Regel dann, wenn der Patient über einen eigenen Atemantrieb und einen stabilen Kreislauf verfügt und der pulmonale Gasaustausch nicht gestört ist. Als absolute Kontraindikation zu einer Extubation gelten fehlende Husten- oder Schluckreflexe, da diese zu Aspirationen mit der Gefahr eines Lungenversagens (ARDS) führen können.
Die typischen Endotrachealtuben verfügen an ihrer Spitze über einen kleinen Luftballon (Cuff), der vor der Extubation entleert („entblockt“) wird. Der Cuff dient dem "Blocken" der Luftröhre während der Beatmungsphase und verhindert damit Aspirationen.
Auch die Entfernung einer Trachealkanüle oder Tracheotomiekanüle wird als Extubation oder Dekanülierung bezeichnet.
Zur Vermeidung einer bei unzureichender Spontanatmung erforderlichen Reintubation (erneute Intubation) besteht die Möglichkeit, eine nichtinvasive Beatmungsform anzuwenden.
Siehe auch: Intubation